# Srđan Vujaklija
Srđan Vujaklija (in serbo Срђан Вујаклија?; Novi Sad, 23 marzo 1988) è un calciatore serbo, attaccante del Veternik.

## Caratteristiche tecniche
È un centravanti.

## Palmarès

### Club

#### Competizioni nazionali
- Srpska liga Vojvodina: 1

Novi Sad: 2006-2007

### Individuale
- Capocannoniere della Coppa di Serbia: 1

2015-2016 (3 reti)